# 大森美優
大森美優（日语：大森 美優，1998年9月3日—）是日本偶像藝人，前女子偶像團體AKB48 Team 4成員。神奈川縣出身，所屬經紀公司為DH。

## 經歷
2011年
- 2月20日，AKB48第12期研究生甄選合格。
- 5月22日，第12期研究生初次公演出場。

2012年
- 8月15日，在1830m專輯中浪漫捉迷藏一曲擔任主唱[2]。

2013年
- 4月28日，升格成為梅田Team B成員。

2014年
- 2月24日，在AKB48集團大組閣祭中移籍至峯岸Team 4[3]。

2015年
- 6月6日，在AKB48第7屆選拔總選舉中以14,669票獲得67名，首次進入AKB48總選舉名單內[4]。

2023年
- 5月26日，在Team 4《點時成菁》公演宣布將於同年8月21日畢業[5]。

## 人物

### 個人特色
- 為AKB48第12期研究生年紀最小的。
- 父親為前日本棒球國家代表隊及讀賣巨人球員大森剛（日语：大森剛），為家中長女[6]。

### 交友關係
- 憧憬的團內前輩有柏木由紀[1]與高橋南[7]。
- 最尊敬的團內前輩是橫山由依[8]。

## 參加曲目

### 單曲CD選拔成員
- 《風正在吹》中收錄
  - 蓓蕾
- 《GIVE ME FIVE!》中收錄
  - 榮格和佛洛伊德的情況
- 《仲夏的Sounds good!》中收錄
  - 3滴眼淚
- 《格子花紋》中收錄
  - 那一天的風鈴
- 《UZA》中收錄
  - 朝向大人之路
- 《永遠的壓力》中收錄
  - 我們的Reason
- 《So long!》中收錄
  - 強大的花
- 《再見自由式》中收錄
  - LOVE修行
- 《真心電流》中收錄
  - Tiny T-shirt
- 《勇往直前 (AKB48單曲)》中收錄
  - 秘密日記
- 《拉布拉多獵犬 (AKB48單曲)》中收錄
  - 芳心逃脫遊戲
- 《Halloween Night》中收錄
  - 只有你籠罩秋色
- 《紅唇Be My Baby》中收錄
  - 好像、有點、突然…
- 《不需要翅膀》中收錄
  - 沉思者
- 《LOVE TRIP/分享幸福》中收錄
  - 2016年的Invitation
- 《空有願望》中收錄
  - 當時的五百元硬幣
- 《#就是喜歡你》中收錄
  - 月光假面
- 《Teacher Teacher》中收錄
  - 貓過敏
- 《感傷列車》中收錄
  - 浪花的訊息
- 《一切都成Rumor》中收錄
  - Black jaguar
- 《是前男友》中收錄
  - Angie
- 《久違的Lip Gloss》中收錄
  - 命運之歌
- 《無論如何都喜歡你》中收錄
  - Da Re Da

## 外部連結
- 大森美優 AKB48官方檔案（页面存档备份，存于）（日語）
- 大森美優的X（前Twitter）（日語）
- 大森 美優（AKB48 Team 4）的SHOWROOM專頁（日語）
- 大森美優 AKB48劇場公演出演記錄網站（非官方）（页面存档备份，存于）（日語）